# 露西·奎因
露西·简·奎因（英語：Lucy Jane Quinn；1993年9月29日—），爱尔兰共和国女子足球运动员，司职前锋，目前效力于伯明翰城足球俱乐部和爱尔兰共和国国家女子足球队。她曾代表爱尔兰参加2023年国际足联女子世界杯。